# ماركوس ويليس
ماركوس ويليس (بالإنجليزية: Marcus Willis)‏ هو لاعب كرة مضرب بريطاني، ولد في 9 أكتوبر 1990 في سلاو في المملكة المتحدة.

## وصلات خارجية
- ماركوس ويليس على موقع رابطة محترفي التنس (الإنجليزية)
- ماركوس ويليس على موقع الاتحاد الدولي لكرة المضرب (الإنجليزية)
- ماركوس ويليس على موقع خلاصة التنس.كوم (الإنجليزية)
- ماركوس ويليس على موقع إي إس بي إن.كوم (الإنجليزية)